# Gemerská Hôrka
Gemerská Hôrka é um município da Eslováquia, situado no distrito de Rožňava, na região de Košice. Tem 12,79 km² de área e sua população em 2018 foi estimada em 1.305 habitantes.

## Demografia
| Ano:        | 1994 | 2004   | 2014   | 2024   |
| ----------- | ---- | ------ | ------ | ------ |
| Broj ljudi: | 1284 | 1334   | 1319   | 1266   |
| Razlika:    |      | +3,89% | -1,12% | -4,01% |

| Ano:               | 2023 | 2024   |
| ------------------ | ---- | ------ |
| Número de pessoas: | 1272 | 1266   |
| Diferença:         |      | -0,47% |